# Đội tuyển Davis Cup Phần Lan
Đội tuyển Davis Cup Phần Lan đại diện Phần Lan ở giải đấu quần vợt Davis Cup và được quản lý bởi Liên đoàn quần vợt Phần Lan.
Phần Lan hiện tại thi đấu ở Nhóm II khu vực Âu/Phi. Họ từng vào đến Play-off Nhóm Thế giới 3 lần. Năm 1999, đội vào với một sự thăng hạng.

## Lịch sử
Finland lần đầu tiên tham gia Davis Cup vào năm 1928.

## Đội hình hiện tại (2017)
- Harri Heliovaara
- Patrik Niklas-Salminen
- Henri Kontinen
- Emil Ruusuvuori
- Eero Vasa